# Nitreren (harden)

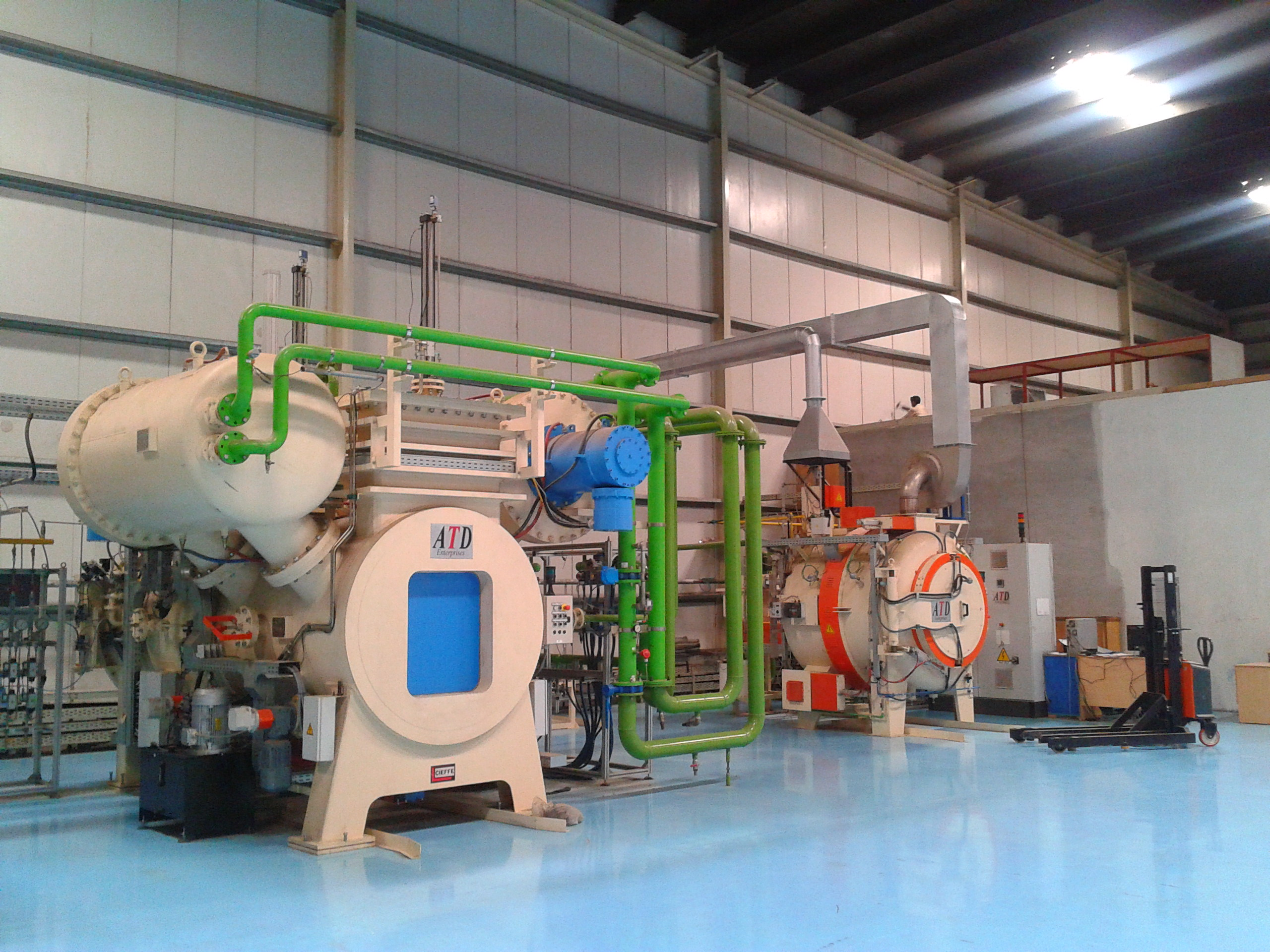
Een moderne nitreerinstallatie.

Nitreren is een oppervlaktebehandeling voor metaal, om het te harden en een hogere slijtvastheid te geven. Ten opzichte van het klassieke thermisch harden gebeurt dit bij lagere temperaturen, waardoor vervorming en spanningen in het materiaal veel geringer zijn. Nabehandeling is veelal niet noodzakelijk. Ook blijft de kern van het product taai, terwijl het oppervlak hard en slijtvast wordt. Bovendien wordt de corrosievastheid van het product verbeterd. Het proces kan uitgebreid worden met naoxideren en eventueel kan de natuurlijke porositeit worden verdicht door een olie. Hierdoor neemt de corrosievastheid verder toe en krijgt het oppervlak een antracietkleurig uiterlijk.
Het unieke van het nitreerproces is dat het materiaal geen faseverandering van ferriet naar austeniet, of van austeniet naar martensiet ondergaat. Met andere woorden, het staal blijft in de ferrietfase.

## Toepassing
Deze processen worden het meest gebruikt op laaggelegeerd staal, maar ook op titanium, aluminium en molybdeen. Het proces wordt veel toegepast in de machinebouw voor de voedselverwerkende industrie, in de chemische, medische en grafische sector en in de halfgeleider- en auto-industrie. Meestal betreft het de assen en draaidelen, aandrijfdelen, klep- en pomponderdelen, afsluiters, plunjers, geleidingen, enzovoorts.

## Nitreerprocessen
Er bestaan verschillende nitreerprocessen. De processen zijn vernoemd naar de manier waarop het medium (stikstof) wordt toegevoegd. De drie belangrijkste gebruikte methodieken voor het toedienen zijn stikstofgas, zoutbad en plasma.

### Gasnitreren
Bij het gasnitreren bevinden de onderdelen zich in een gasdichte oven met een stikstof- en koolstofrijke (bijvoorbeeld NH3 en CO2) omgeving, bij een temperatuur tussen 480 en 580 ⁰C. Stikstof- en koolstofatomen diffunderen dan in het staaloppervlak.

### Zoutbadnitreren
De onderdelen worden eerst aan de lucht op circa 350 °C voorverwarmd om bewerkingsspanningen af te voeren. Het nitrocarboneren volgt in een stikstof en koolstof bevattend zoutbad bij 480-630 °C. Het metaal krijgt een zwart glanzend redelijk corrosievast oppervlak.

### Plasmanitreren
Een glimontlading met een hoog ionisatieniveau (stikstof-plasma) wordt gegenereerd rond de onderdelen. Op het oppervlaktegebied, dat direct wordt geladen door de ionen, worden nitriden gevormd. Deze worden vervolgens weer ten dele afgebroken, waarbij actieve stikstof wordt vrijgegeven in het oppervlak. Soms wordt aan het stikstofgas argon of waterstof toegevoegd, om oxides te verwijderen van het oppervlak.

### Nitrocarboneren
Nitrocarboneren is een variant van het thermochemische oppervlakteproces nitreren. Het is een thermochemisch diffusieproces waarbij stikstof, koolstof en, in zeer geringe mate, zuurstofatomen diffunderen in het oppervlak van het onderdeel. Nitrocarboneren geeft kleine laagdiktes. Dit proces wordt vooral uitgevoerd om slijtageweerstand op de oppervlaktelaag en vermoeiingsweerstand te verbeteren.

### Nitrotec
Nitrotec® is de merknaam van een thermochemische oppervlaktebehandeling, waarbij de oppervlakte van staal of gietijzer wordt genitrocarboneerd, aansluitend geoxideerd, en eventueel afgeschrikt en geïmpregneerd met een organische sealant.
Het oxideren kan in lucht of in stoom plaatsvinden.

## Geschiedenis
Systematisch onderzoek naar het effect van stikstof op de oppervlakte-eigenschappen van staal begon in de jaren 1920. Het onderzoek naar gasnitrering begon onafhankelijk in zowel Duitsland als Amerika.